# 阿魯斯圖克縣
阿魯斯圖克縣是美国缅因州最北部的一个郡，西、北鄰加拿大魁北克省，東鄰新不倫瑞克省。阿魯斯圖克縣的面積為17,686平方公里，是全州面積最大，也是密西西比河以東陸地面積最大的縣（若含水面面積，則最大的縣是明尼蘇達州的聖路易斯郡），亦是美國面積第31大的縣份。根據2020年美國人口普查，阿魯斯圖克縣共有人口67,105人。阿魯斯圖克縣的縣治為霍爾頓。
埃斯特科特站作為緬因州最北的村庄，是新英格蘭，以至五大湖以東部份的美國中最北的居住地。 
马铃薯和阿卡迪亚文化均為阿魯斯圖克縣的象徵。另外，阿魯斯圖克縣亦擁有不少發展風力發電場所的潛力。

## 歷史
阿魯斯圖克縣成立於1839年5月1日。其縣名來自印第安語，意為「美麗的河流」。
阿魯斯圖克縣是獨立自佩諾布斯科特縣和華盛頓縣的。1843年和1844年期間，佩諾布斯科特縣兩度將部份領土割予阿魯斯圖克縣。1844年，阿魯斯圖克縣與皮斯卡特奎斯縣交換部份領土。1889年，阿魯斯圖克縣再度從佩諾布斯科特縣取得領土，但於1903年將之歸還。至此，阿魯斯圖克縣再沒有領土變遷。

## 地理

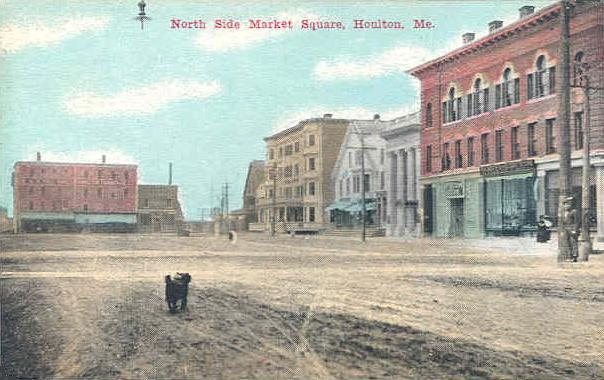
縣治霍爾頓的市场广场（攝於1911年）

根據2000年人口普查，阿魯斯圖克縣總面積為6,828.79平方英里（17,686.5平方），其中有6,671.54平方英里（17,279.2平方），即97.70%為陸地；157.25平方英里（407.3平方），即2.30%為水域。阿魯斯圖克縣的面積與康涅狄格州和罗得岛州的總和面積相若。

### 美国毗邻县
- 緬因州 華盛頓縣：東南方
- 緬因州 佩諾布斯科特縣：南方
- 緬因州 皮斯卡特奎斯縣：南方
- 緬因州 薩默塞特縣：西南方

### 加拿大毗邻县
- 新不倫瑞克省 馬達沃斯卡郡（英语：Madawaska County, New Brunswick）：東北方
- 新不伦瑞克省 維多利亞郡（英语：Victoria County, New Brunswick）：東方
- 新不伦瑞克省 卡爾頓郡（英语：Carleton County, New Brunswick）：東方
- 新不伦瑞克省 約克郡（英语：York County, New Brunswick）：東南方

## 人口
| 调查年            | 人口    | 备注 | %±     |
| ----------------- | ------- | ---- | ------ |
| 1840              | 9,413   |      | —      |
| 1850              | 12,529  |      | 33.1%  |
| 1860              | 22,479  |      | 79.4%  |
| 1870              | 29,609  |      | 31.7%  |
| 1880              | 41,700  |      | 40.8%  |
| 1890              | 49,589  |      | 18.9%  |
| 1900              | 60,744  |      | 22.5%  |
| 1910              | 74,664  |      | 22.9%  |
| 1920              | 81,728  |      | 9.5%   |
| 1930              | 87,843  |      | 7.5%   |
| 1940              | 94,436  |      | 7.5%   |
| 1950              | 96,039  |      | 1.7%   |
| 1960              | 106,064 |      | 10.4%  |
| 1970              | 92,463  |      | −12.8% |
| 1980              | 91,331  |      | −1.2%  |
| 1990              | 86,936  |      | −4.8%  |
| 2000              | 73,938  |      | −15.0% |
| 2010              | 71,870  |      | −2.8%  |
| [ 6 ] [ 7 ] [ 8 ] |         |      |        |

根據2000年人口普查，阿魯斯圖克縣擁有73,938居民、30,356住戶和20,429家庭。。其人口密度為每平方英里11居民（每平方公里4居民）。阿魯斯圖克縣擁有38,719間房屋单位，其密度為每平方英里6間（每平方公里2間）。阿魯斯圖克縣的人口是由96.80%白人、0.38%黑人、1.36%土著、0.47%亞洲人、0.03%太平洋岛民、0.17% 其他種族和0.80%混血构成。而西班牙裔或拉丁美洲人佔了人口0.60%。在白人當中，有22.6%為法國人、14.6%為英國人、14.3%法裔加拿大人以及10.2% 為愛爾蘭人。在所有居民當中，有22.37%母語為法語。
在30,356住户中，有28.40%擁有一個或以上的兒童（18歲以下）、55.60%為夫妻、8.10%為單親家庭、而有32.70%為非家庭。其中27.60%住户為獨居，13.10%為同居長者。平均每戶有2.36人，而平均每個家庭則有2.86人。在73,938居民中，有22.60%為18歲以下、7.90%為18至24歲、26.30%為25至44歲、26.20%為45至64歲以及17.00%為65歲以上。人口的年齡中位數為41歲，每100個女性就有95.40個男性。而每100個成年女性（18歲以上）就有92.70個成年男性。
可可尼諾縣的住戶收入中位數為$28,837，而家庭收入中位數則為$36,044。男性的收入中位數為$29,747，而女性的收入中位數則為$20,300。聖貝納迪諾縣的人均收入為$15,033。約9.80%家庭和14.30%人口在貧窮線以下。